# Вратислав Вайнар
Вратислав Вайнар (чеськ. Vratislav Vajnar; 17 вересня 1930, Страшице — 20 червня 2023, Прага) — чехословацький політик, дипломат і державний діяч, член ЦК КПЧ, міністр внутрішніх справ ЧССР у 1983—1988 роках. Провадив курс консервативної «нормалізації». Відійшов від політики після Оксамитової революції. У 2019 році притягнуто до кримінальної відповідальності.

## Походження й освіта
Народився в чеській робітничій сім'ї з району Рокицани Пльзеньського краю. Під час німецької окупації було залучено до примусової праці на авіазаводі. Після Другої світової війни закінчив Празьке технічне училище, потім — Університет політичних та економічних наук. Відрізнявся успіхами в навчанні, опанував кілька іноземних мов.
У 1952 році Вратислав Вайнар вступив до урядущої Комуністичної партії Чехословаччини (КПЧ). Служив у Чехословацькій народній армії, демобілізувався 1958 року. Після демобілізації працював асистентом у Карловому університеті, аспірантом кафедри міжнародного права юридичного факультету. Викладав міжнародне право у Військово-політичній академії.

## Дипломат і партійний функціонер
З 1958 до 1972 рік Вратислав Вайнар служив у міністерстві закордонних справ ЧССР. У складі чехословацьких делегацій брав участь у кількох засіданнях Генеральної асамблеї ООН і європейських переговорах щодо роззброєння між представниками Варшавського пакту та НАТО. Був секретарем посольства ЧССР у Швейцарії та представником ЧССР у департаменті роззброєння Секретаріату ООН. У 1970—1972 роках співпрацював з чехословацькою розвідкою, мав агентурне прізвисько Мудрець.
З 1972 до 1974 рік Вайнар — функціонер міжнародного відділу ЦК КПЧ. У 1974—1977 роках — помічник генерального секретаря ЦК КПЧ Ґустава Гусака, у 1977—1983 роках очолював його секретаріат. На XVI з'їзді КПЧ у 1981 році кооптовано до складу ЦК. Того ж року обрано до Федеральних зборів ЧССР.
І в зовнішній політиці, і всередині країни Вратислав Вайнар провадив курс консервативної «нормалізації», який переважав після придушення Празької весни. При цьому він мав репутацію інтелектуала, що дуже цінувалася в КПЧ.

## На чолі МВС
20 червня 1983 року Вратислав Вайнар отримав призначення міністром внутрішніх справ в уряді Любомира Штроугала (змінив на цій посаді Яромира Обзіну). До цього він не мав стосунку до керівництва поліцією та держбезпекою. Проте Штроугал розраховував на «свіжий погляд» і «креативний підхід» партійного інтелектуала.

Свою концепцію Вайнар виклав на нараді керівників агентурних мереж МВС 18 січня 1985 року. Він наголошував на «активізації противника на нашій території», «використання противником наших соціальних проблем», зростання кримінальної злочинності у ЧРСР, «вкрай неприємну ситуацію у ПНР». Особлива увага зверталася на «недоліки та слабкість роботи з агентурою», «брак інформації для керівництва партії», «зниження оперативної ефективності». Вайнар констатував безглуздість значного масиву отриманих відомостей, махінації з витрачанням коштів на агентуру, протизаконні дії низки співробітників і сексотів держбезпеки. Для виправлення ситуації міністр вимагав посилення контролю над виконанням, ретельної перевірки одержуваних сигналів (включно з анонімними), налагодження координації між відділами та підрозділами тощо.
Вайнар не розумів головної причини неефективності агентурного апарату: переважна більшість секретних співробітників надавали інформацію під примусом, зі страху і намагалися спілкуватися якнайменше.
Додаткову напругу для режиму ЧССР створювала радянська перебудова. У керівництві КПЧ намітився розкол між консерваторами-неосталіністами на кшталт президента ЧССР Ґустава Гусака та генерального секретаря ЦК Мілоша Якеша — і перебудовно-орієнтованими діячами, головним з яких вважався прем'єр Любомир Штроугал. 11 жовтня 1988 року Штроугала відправили у відставку разом зі своїм кабінетом. Державна діяльність Вратислава Вайнара на цьому завершилася (його наступником у МВС став Франтішек Кінцл).
У 1987 році Вайнар нагороджено нагрудним знаком «70 років ВНК — КДБ». Мав також чехословацький орден Праці, польські та кубинські нагороди.

## Притягнення до відповідальності
Після Оксамитової революції Вратислав Вайнар відійшов від будь-якої політичної діяльності. Від виступів і контактів із пресою намагався утримуватися. Водночас його діяльність забули. У 2015 році організація Платформа європейської совісті та пам'яті зарахувала Вайнара до партійних і силових функціонерів, відповідальних за вбивства.
На підставі цієї заяви у листопаді 2019 році спецвідділ поліції Чехії Бюро з документації та розслідування злочинів комунізму (ÚDV) порушив кримінальну справу стосовно Любомира Штроугала, Мілоша Якеша та Вратислава Вайнара. Всіх трьох звинувачували у вбивствах, скоєних на кордоні Чехословаччини у 1976—1989 роках. Згідно з обвинуваченням, вони мали можливість запобігти застосуванню вогнепальної зброї та службових собак проти чехів і словаків, які намагалися втекти з ЧССР до Австрії та ФРН. Персонально Вайнар мав такі повноваження як міністр внутрішніх справ. Однак вони свідомо допускали вогонь на ураження й інші методи, що спричинили загибель дев'яти осіб. Персонально Вайнару ставилася в провину загибель трьох і поранення ще трьох.
У травні 2021 року прокуратура Праги припинила переслідування Штроугала та Вайнара (Якеш на той час помер) на підставі вікових деформацій психіки. Це було виправданням, оскільки у формулюванні передбачалося вчинення злочинного діяння. Конституційний суд Чеської Республіки не погодився з прокуратурою і в березні 2022 року відновив справу.
Після смерті Штроугала у лютому 2023 року під судом залишився один Вайнар. На останнє судове засідання він не з'явився, захист покликався на важкий фізичний стан. Суд призначив додаткове медичне обстеження. Однак 20 червня 2023 року Вратислав Вайнар помер у віці 92 років.